# Nada Lavrač
Nada Lavrač (* 7. Juli 1953 in Ljubljana, Slowenien) ist eine slowenische Wissenschaftlerin, die sich hauptsächlich mit künstlicher Intelligenz befasst.

## Studium und Wissenschaftliche Tätigkeit
Lavrač machte 1978 ihren Bachelor of Science in Technischer Mathematik und 1984 den Master of Science in Informatik an der Universität Ljubljana, wo sie von 1975 bis 1977 Lehrassistentin an der Fakultät für Elektrotechnik und Pharmazie war. Sie wurde 1990 im Fachbereich der Technischen Wissenschaften an der Universität Maribor promoviert. Sie war Lehrbeauftragte an der Universität Klagenfurt (1987–2002) und Gastprofessorin an der Gastprofessorin an der University of Bristol (1997–2002). Seit 2003 ist sie Professorin an der Universität von Nova Gorica, außerdem seit 2004 Professorin an der Internationalen Postgraduiertenschule Jožef Stefan (IPS) in Ljubljana und war ab 2004 stellvertretende Leiterin verschiedener Studiengänge. Einzelne kurze Graduierten- und Aufbaustudiengänge führten sie zwischen 1987 und 2007 an verschiedene internationale Universitäten, wie die Universität Stockholm, Universität Linköping, Universidade de São Paulo in Sao Carlos, Universität Aarhus, Universität Turin und Universität Leiden.
Forschungs- und Lehraufträge führten sie auch ins Ausland, wo sie sich jeweils für einige Monate aufhielt, wie an die Universität von Illinois in Urbana-Champaign (1985), Universität Klagenfurt (zwischen 1987 und 2002 mehrfach), George Mason University, Fairfax, Virginia (1988), Universidade de São Paulo in São Carlos (1992), Katholieke Universiteit Leuven (1991, 1992 und 1994), Bristol University (zwischen 1998 und 2002 für insgesamt 6 Monate), Universidade Nova de Lisboa (2004 und 2005), Universität Leiden (2007) und die Aalto-Universität, Helsinki (2013).

### Forschungsgebiete in der Informatik
In der Grundlagenforschung bearbeitete sie folgende Gebiete: Künstliche Intelligenz, maschinelles Lernen, Data Mining und Text Mining, relationales Data Mining und induktive Logikprogrammierung, Propositionalisations-ansätze für relationales Data Mining, Kombination von Data Mining und Entscheidungsunterstützung, Sentiment-Analyse, Computational Creativity.
In der angewandten Forschung behandelte sie diese Themen: Data Mining-Anwendungen in der Medizin und Bioinformatik, Medienanalyse, Wissensmanagement in virtuellen Unternehmen, Unterstützung bei der Entscheidungsfindung bei GVOs und Analyse sozialer Netzwerke.

### Tätigkeit in Wissenschaft und Forschung
Von 1978 bis 1993 arbeitete sie als wissenschaftliche Mitarbeiterin und Postdoktorandin am JSI, wo sie von 1993 bis 1999 dann als Koordinatorin internationaler JSI-Forschungsprojekte tätig war. Danach war sie bis 2003 Leiterin der Forschungsgruppe Intelligente Datenanalyse und Computerlinguistik am JSI-Department für Intelligente Systeme. Seit 2002 ist sie wissenschaftliche Beirätin am Jožef Stefan Institute (JSI) und seit 2004 Leiterin der Abteilung Wissenstechnologien.
Daneben ist sie seit 1992 als nationale Hauptforscherin und Koordinatorin in zahlreichen europäischen FuE-Projekten sowie als Hauptforscherin der nationalen Forschungsprogramme: (2000–2003 PI des nationalen Forschungsprogramms „Intelligente Datenanalyse, Computerlogik und Linguistik“ und 2004–2013 PI des nationalen Forschungsprogramms Knowledge Technologies) tätig.

## Mitgliedschaften
Von 1996 bis 1998 war sie Vizepräsidentin des Europäischen Koordinierungsausschusses für Künstliche Intelligenz (ECCAI) und Vertreterin der Slowenischen AI-Gesellschaft (SLAIS) und seit 1999 Mitglied des Society Board für künstliche Intelligenz in der Medizin (AIME).
Im Jahr 2000 war sie Initiatorin und Mitbegründerin des Zentrums für Wissenstransfer in Informationstechnologien am JSI.
Seit demselben Jahr ist sie Vorsitzende der Abteilung Data Mining der Slowenischen Statistischen Gesellschaft sowie regelmäßig als Evaluatorin von Vorschlägen für EU-Forschungsprojekte tätig?
2001 war sie Gründungsmitglied des Board of International Machine Learning Society (IMLS).
Ab dem Jahr 2003 ist sie Gutachterin für verschiedene EU-Projekte.
Initiatorin der MSc- und PhD-Programme für Neue Medien und e-Science und Mitbegründerin der International Postgraduate School Jožef Stefan, Ljubljana ist sie seit 2004.
Ab 2008 ist sie Mitglied des Gremiums unabhängiger Experten für die Ex-post-Bewertung der 6FP-FuE-Aktivitäten der Europäischen Gemeinsamen Forschungsstelle (JRC)
Die folgenden beiden Jahre (2009–2010) war sie Vizepräsidentin des JSI Research Council, in dem sie bereits seit 1995 Mitglied war.
Neben diesen Tätigkeiten ist sie Mitglied des Editorial Boards zahlreicher wissenschaftlicher Zeitschriften.

## Auszeichnungen
1986 wurde Lavrač mit dem Nationalen Preis für Forschungskompetenz (Boris Kidrič Fund Award) für Forschung in der Wissenssynthese und qualitativen Modellierung (System KARDIO für die EKG-Diagnose von Herzrhythmusstörungen) ausgezeichnet.
1998 wurde sie zum Botschafter der Wissenschaften der Republik Slowenien für Forschung und Beitrag zur internationalen Anerkennung der slowenischen Wissenschaft ernannt.
Sie erhielt weiterhin den ECCAI Fellow Award 2007 für Forschung auf dem Gebiet der künstlichen Intelligenz in Europa sowie den Nationalen Preis 2013 (Zois Anerkennungspreis) für Forschungsbeiträge im Bereich der intelligenten Datenanalyse.

## Wissenschaftliche Erfolge (Auswahl)
Propositionelles maschinelles Lernen: verbessertes Lärmhandling, Lärmfilterung und Instanzauswahl, Filterung irrelevanter Literale, Konsensentscheidungsbaumstruktur, Entwicklung und Analyse von Regellernheuristiken
Data Mining: Verbessertes Erlernen von Assoziationsregeln für die Klassifizierung (Apriori-C), Bestätigungsregeln, Untergruppenerkennung (SD, CN2-SD, Apriori-SD), Kontrastset-Mining (CSM-SD), geschlossene Mengen für markierte Daten (RelSets)), entwickelte ein einheitliches Rahmenwerk für die Erkennung von Untergruppen, aufkommende Muster und das Kontrastset-Mining.
Induktive Logikprogrammierung und relationales Data Mining: Verbesserte buchstäbliche Reduktion, Rauschunterdrückung, konstruktive Induktion, Propositionalisierungstechniken (LINUS und DINUS) und Ermittlung relationaler Untergruppen (RSD).
Semantic Data Mining: Lernen mit Ontologien als Hintergrundwissen (SEGS, SDM-SEGS und SDM-Aleph)
Data-Mining-Anwendungen in der Medizin und im Gesundheitswesen: Früherkennung von rheumatischen Erkrankungen, koronaren Herzkrankheiten, Sportverletzungen, epileptischen Spasmen, Prognose nach schweren Kopfverletzungen, Bewegungsvorhersage der unteren Extremitäten und Modellierung des slowenischen öffentlichen Gesundheitssystems
Data-Mining-Anwendungen in der Bioinformatik: Verfahren und Anwendungen für die Analyse von Microarray-Daten: Nachweis irrelevanter Gene, Nachweis von für verschiedene Krebsarten charakteristischen Gengruppen, Verwendung von Ontologien (GO, ENTREZ, KEGG) zum Auffinden differentiell exprimierter Gengruppen, verbesserte GSEA-Methode durch Verwendung von Ontologien.
Anwendungen für Wissensmanagement, virtuelle Unternehmen, Data Mining und Entscheidungsunterstützung, GMO-Tracking und Analyse sozialer Netzwerke

## Veröffentlichungen
- mit I. Bratko und I. Mozetič:  KARDIO: a study in deep and qualitative knowledge for expert systems. Foreword by Donald Michie, MIT Press, Cambridge/Massachusetts 1989, ISBN 0-262-02273-7.
- mit S. Džeroski: Induktive Logikprogrammierung, Techniken und Anwendungen. Ellis Horwood, 1994
- Hrsg. mit E. Keravnou, B. Zupan: Intelligente Datenanalyse in Medizin und Pharmakologie. Kluwer, 1997
- Hrsg., mit S. Džeroski: Relational Data Mining. Springer, 2001
- Hrsg. mit D. Mladenić, M. Bohanec, S. Moyle: Data Mining und Entscheidungsunterstützung, Integration und Zusammenarbeit. Kluwer, 2003
- mit J. Fuernkranz und D. Gamberger: Grundlagen des Regellernens, Springer, 2012
- Herausgeber der Zeitschrift Special Issues